# Myotis oxygnathus
Espèce
Myotis oxygnathus est, selon les sources, une espèce de chauves-souris de la famille des Vespertilionidae, une sous-espèce de Myotis blythii, ou un synonyme de ce dernier taxon.
Ruedi et Mayer (2001) identifient la lignée blythii du Kirghizstan comme clairement distincte de la lignée oxygnathus de Grèce en étudiant deux gènes mitochondriaux (cytochrome b et nd1), mais Furman et al. (2014), utilisant des marqueurs mitochondriaux et nucléaires sur un large échantillonnage à travers l'Europe et le Proche-Orient montrent que le découpage traditionnel en sous-espèces de Myotis blythii n'est pas soutenu par la génétique et que les variations morphologiques sont clinales.

## Aspect
La fourrure est courte. Les parties dorsales sont gris-brunâtre avec la base des poils grise, tandis que les parties ventrales sont blanches avec les pointes des poils grises. Une tache blanchâtre est présente sur le front entre les oreilles. Le museau est étroit et pointu. Les oreilles sont longues et étroites, avec 5-6 plis longitudinaux sur la surface interne et un petit lobe rond à la base de la limite externe. Le tragus est fin et en forme de lance. L’arrière des ailes est attaché aux chevilles. Les pieds sont grands. La queue est longue et complètement incluse dans le vaste uropatagium. Le calcar est long et de dépourvu de carénage. Le crâne est long et étroit, avec une crête sagittale bien développée. La première et la seconde prémolaires supérieures sont disposées le long de la ligne alvéolaire. Le caryotype est 2n=44 FNa=52.